# Neomochtherus trisignatus
Neomochtherus trisignatus är en tvåvingeart som först beskrevs av Ricardo 1922.  Neomochtherus trisignatus ingår i släktet Neomochtherus och familjen rovflugor. Inga underarter finns listade i Catalogue of Life.